# Косланський ВТТ
Косланський ВТТ (рос. КОСЛАНСКИЙ ИТЛ, Косланлаг) — підрозділ, що діяв в структурі Головного управління виправно-трудових таборів СРСР (ГУЛАГ).
Організований 25.06.54 на базі 9-го (Мікуньського) Табірного відділення Усть-Вимського ВТТ;

діючий на 01.01.60.

## Підпорядкування і дислокація
- ГУЛАГ МВС з 25.06.54;
- ГУЛЛП з 02.08.54;
- МВС Комі АРСР з 07.10.55 ;
- ГУИТК МВС СРСР з 31.01.57 ;
- МВС РСФСР з 01.12.57 ;
- ГСЛ МВС РСФСР з 05.02.58 .

Дислокація: Комі АРСР, Усть-Вимський район, селище Мікунь.

## Виконувані роботи
- лісозаготівлі,
- будівництво залізничної гілки від ст. Мікунь на р. Мезень і Вашка.

## Чисельність з/к
- 01.10.54 — 1585,
- 01.12.54 — 4150,
- 01.07.55 — 4463,
- 01.01.56 — 4183,
- 01.01.57 — 7095,
- 01.01.59 — 8119,
- 01.12.59 — 6721,
- 01.01.60 — 5368